# Monogamia

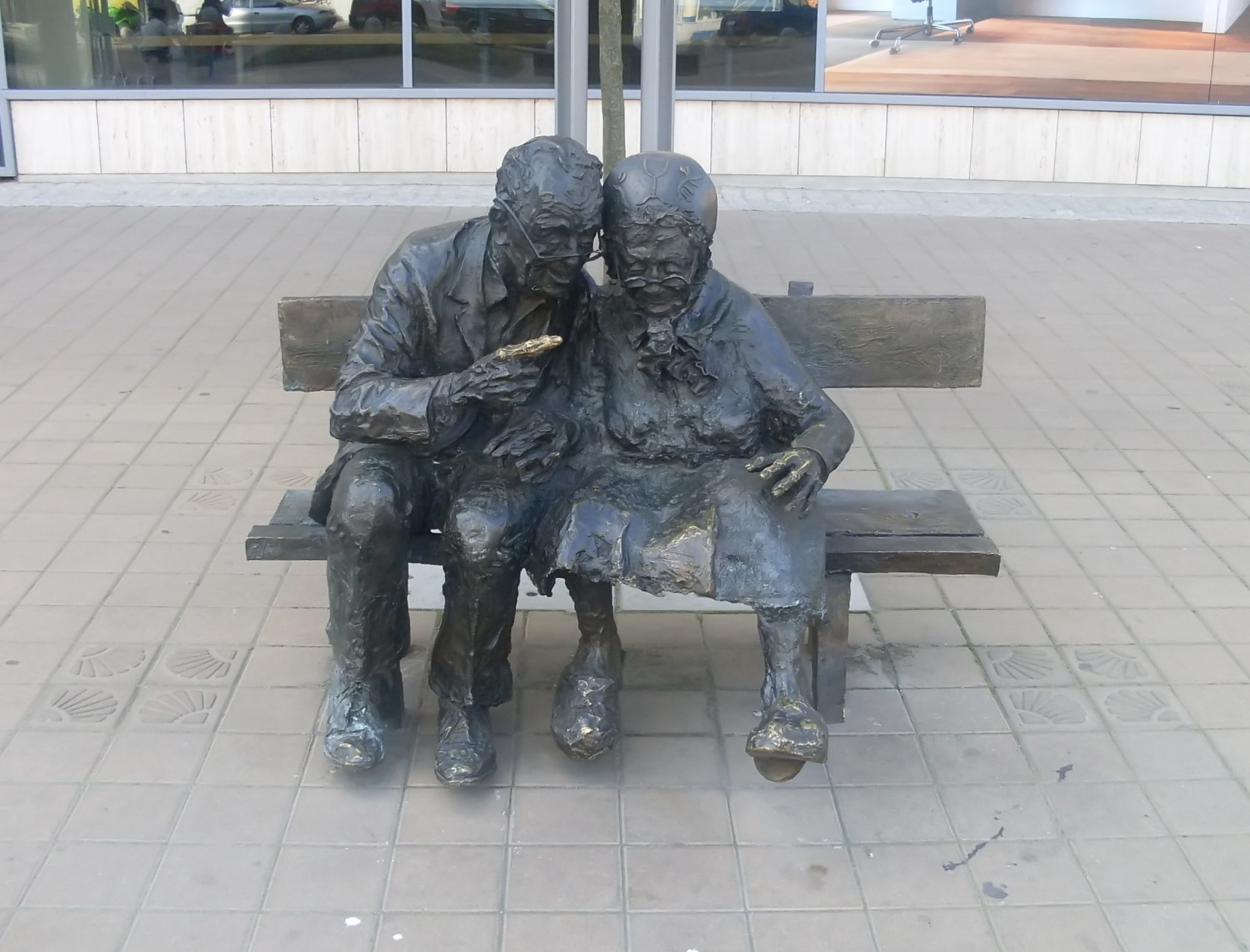
Escultura de bronze de um casal cassubiano idoso localizada na praça Kaszubski, Gdynia, Polônia.

Monogamia é uma forma de relacionamento em que um indivíduo tem apenas um parceiro, seja sexual ou romântico, durante a sua vida ou durante períodos (monogamia em série), diferente da poligamia (poliandria, poliginia ou poliginandria) ou do poliamor. O termo também é aplicado ao comportamento social de alguns animais, que têm apenas um companheiro sexual por vez. Esta não deve ser confundida com a monossexualidade.
É importante ter uma compreensão clara da nomenclatura do termo "monogamia", porque os cientistas usam-no para diferentes tipos de relacionamentos. Os biólogos, antropólogos biológicos, comportamentais e ecologistas costumam usar o termo monogamia no sentido sexual, se não genético. Os pesquisadores biológicos modernos usam a teoria da evolução humana aproximar a monogamia como o mesmo em espécies animais não-humanos e humanos . Eles postulam os quatro aspectos da monogamia seguintes:
- Monogamia civil refere-se a casamentos de apenas duas pessoas.
- Monogamia social refere-se a dois parceiros que vivem juntos, tem relações sexuais e colaboraram na aquisição de recursos básicos, como moradia, comida e dinheiro.
- Monogamia sexual refere-se a dois parceiros exclusivamente sexuais, que não têm outros parceiros sexuais.[3]
- Monogamia genética refere-se relações sexualmente monogâmicas com evidência genética de paternidade.[3]

Quando os antropólogos culturais ou sociais e outros cientistas sociais usam o termo monogamia, o significado é a monogamia social, ou marital A monogamia civil podem distinguir-se ainda entre: casamento uma vez na vida; casamento com apenas uma pessoa de cada vez, em contraste com a bigamia ou a poligamia; e monogamia em série, um novo casamento após a morte do cônjuge ou o divórcio. Aspectos legais da monogamia humana são ensinados nas faculdades de direito. Há também aspectos filosóficos em disciplinas como antropologia filosófica, filosofia da religião e teologia.
Em animais é comum o comportamento monogâmico, a poliginia, poliandria e a promiscuidade. Essas classificações variam de espécie para espécie. Um exemplo de monogamia é encontrado no maior representante da família Psittacidae no mundo, A Arara-azul (Anodorhynchus hyacinthinus). Para reproduzirem elas foram um único par, permanecendo fiel até a morte. O casal fica o tempo todo junto em período reprodutivo ou não, dividindo atividades como cuidados com o ninho e os filhote. Quanto a nidificação, ultilizam por décadas a mesma cavidade, permanecem  fiéis ao seus sítios. Esse comportamento também ocorre em rouxinol (Luscinia megarhynchos). essa ave além de ter um canto muito chamativo e usa-lo como ferramenta de conquista para conseguir reproduzir, ele é muito cuidadoso tanto com a fêmea quanto com o filhote. As fêmeas podem inclusive selecionar o macho através do canto. o macho após a cópula  defende a fêmea e o seu território, provê alimento durante o período de incubação e também durante o crescimento da prole. o macho é uma figura influente para o desenvolvimento dos filhos e a fêmea, por sua vez ajuda também nos cuidados com os filhotes.

## Etimologia
A palavra monogamia vem do grego μονός, monos, o que significa "um" ou "sozinho", e γάμος, gamos, que significa casamento.

## Incidência em humanos

### Incidência de monogamia social

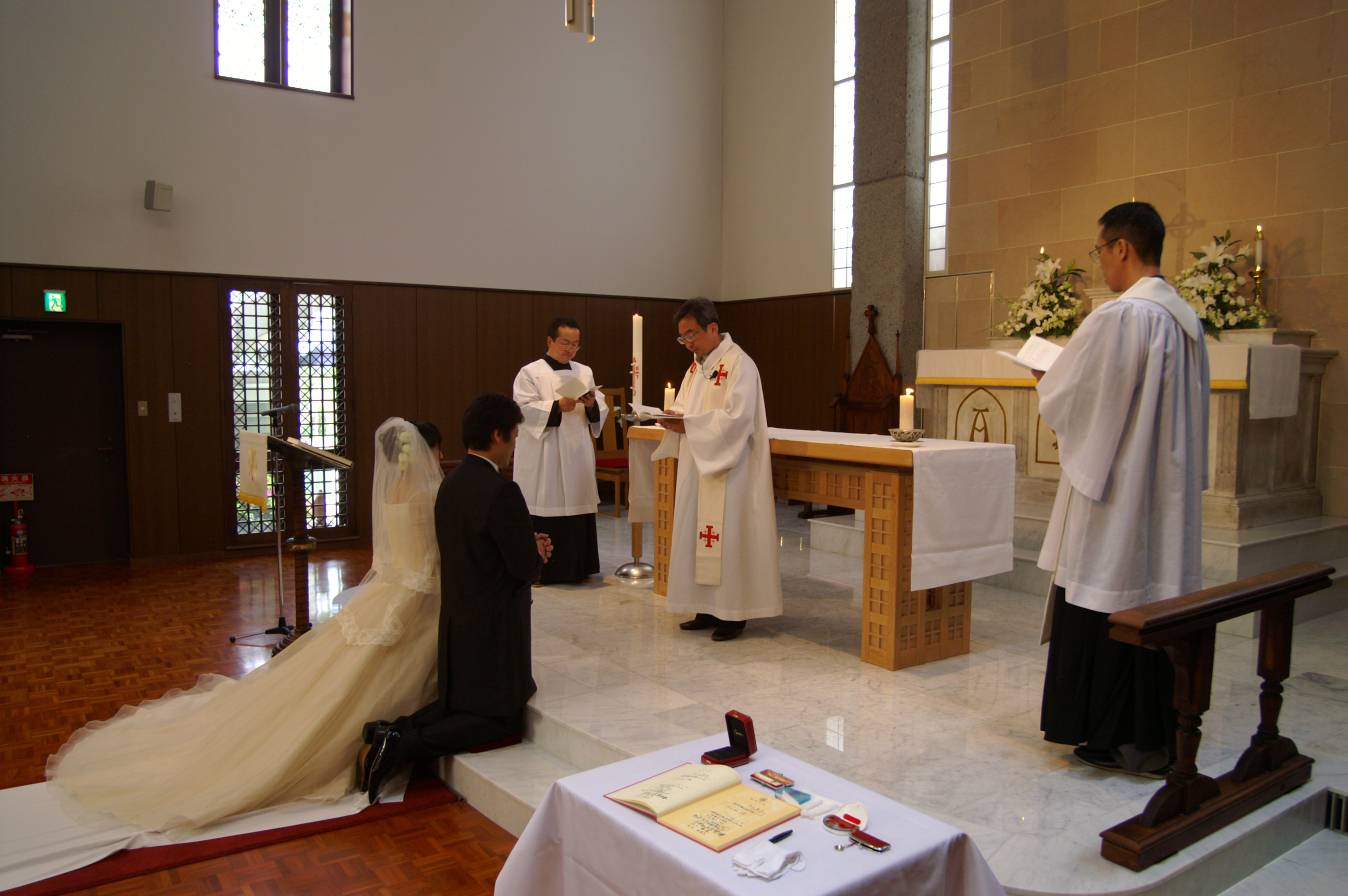
Casamento cristão em Quioto, Japão

De acordo com o Atlas Etnográfico, das 1 231 sociedades analisadas em todo o mundo, 186 eram monogâmicas; 453 tinham poliginia ocasional; 588 tinha poliginia com mais frequência; e 4 tiveram registros de poliandria No entanto, isso não leva em conta a população relativa de cada uma das sociedades estudadas e a prática da poligamia em uma sociedade tolerante pode realmente ser baixa, sendo que a maioria dos polígamos praticam também o casamento monogâmico.
Muitas sociedades que consideramos monogâmicas na verdade permitem um processo de divórcio simples e rápido. Em muitos países ocidentais, as taxas de divórcio se aproximam de 50%. Aqueles que se casam acabam por casar novamente, em média, 3 vezes ao longo da vida. O divórcio e um novo casamento podem, portanto, resultam na chamada "monogamia em série", ou seja, múltiplos casamentos, mas apenas um de cada vez. Isto pode ser interpretado como uma forma de acasalamento plural, como são aquelas em sociedades dominadas por famílias chefiadas por mulheres no Caribe, Ilhas Maurícias e no Brasil, onde há rotação frequente de parceiros não casados.

### Incidência de monogamia sexual
A incidência da monogamia sexual pode ser grosseiramente estimada pela porcentagem de pessoas casadas que não se envolvem em relações sexuais extraconjugais. O "Standard Cross-Cultural Sample" descreve a quantidade de sexo extraconjugal feito por homens e mulheres em mais de 50 culturas pré-industriais. A quantidade de sexo extraconjugal por homens é descrita como "universal" em seis culturas, "moderada" em 29 culturas, "ocasional" em seis culturas e "incomum" em 10 culturas. A quantidade de sexo extraconjugal por mulheres é descrita como "universal" em seis culturas, "moderada" em 23 culturas, "ocasional" em nove culturas e "incomum" em 15 culturas. Estes resultados apoiam a alegação de que a quantidade de sexo extraconjugal difere entre culturas e sexos diferentes.
Pesquisas recentes realizadas em países não-ocidentais também encontraram diferenças culturais e de gênero nas relações sexuais extraconjugais. Um estudo do comportamento sexual na Tailândia, Tanzânia e Costa do Marfim sugere cerca de 16-34% dos homens se envolvem em relações sexuais extraconjugais, enquanto uma porcentagem (não declarada) muito menor de mulheres se envolvem em relações sexuais extraconjugais. Estudos na Nigéria estimaram que cerca de 47-53% dos homens e 18-36% das mulheres se envolvem em relações sexuais extraconjugais. Um estudo de casais que coabitam no Zimbabwe em 1999 relata que 38% dos homens e 13% das mulheres que tiveram relações sexuais extraconjugais nos últimos 12 meses.
A questão do sexo extraconjugal foi examinado com frequência nos Estados Unidos. Muitas pesquisas que perguntaram sobre sexo extraconjugal nos Estados Unidos têm estimados com amostras de conveniência. Em uma amostra de conveniência, os questionários são distribuídos a quem passa a ser facilmente disponível (por exemplo, estudantes universitários voluntários ou leitores da revista voluntário). As amostras de conveniência não refletem com precisão a população dos Estados Unidos como um todo, o que pode causar sérias distorções nos resultados da pesquisa. Não deveria ser surpreendente, portanto, que as pesquisas de sexo extraconjugal nos Estados Unidos produziram resultados muito diferentes. Esses estudos relatam que cerca de 12-26% das mulheres casadas e 15-43% dos homens casados se envolveram em relações sexuais extraconjugais. A única maneira de obter estimativas cientificamente confiáveis sobre sexo extraconjugal é usar amostras nacionalmente representativas. Três estudos utilizaram amostras representativas em termos nacionais. Esses estudos descobriram que cerca de 10-15% das mulheres e 20-25% dos homens se envolveram em relações sexuais extraconjugais.

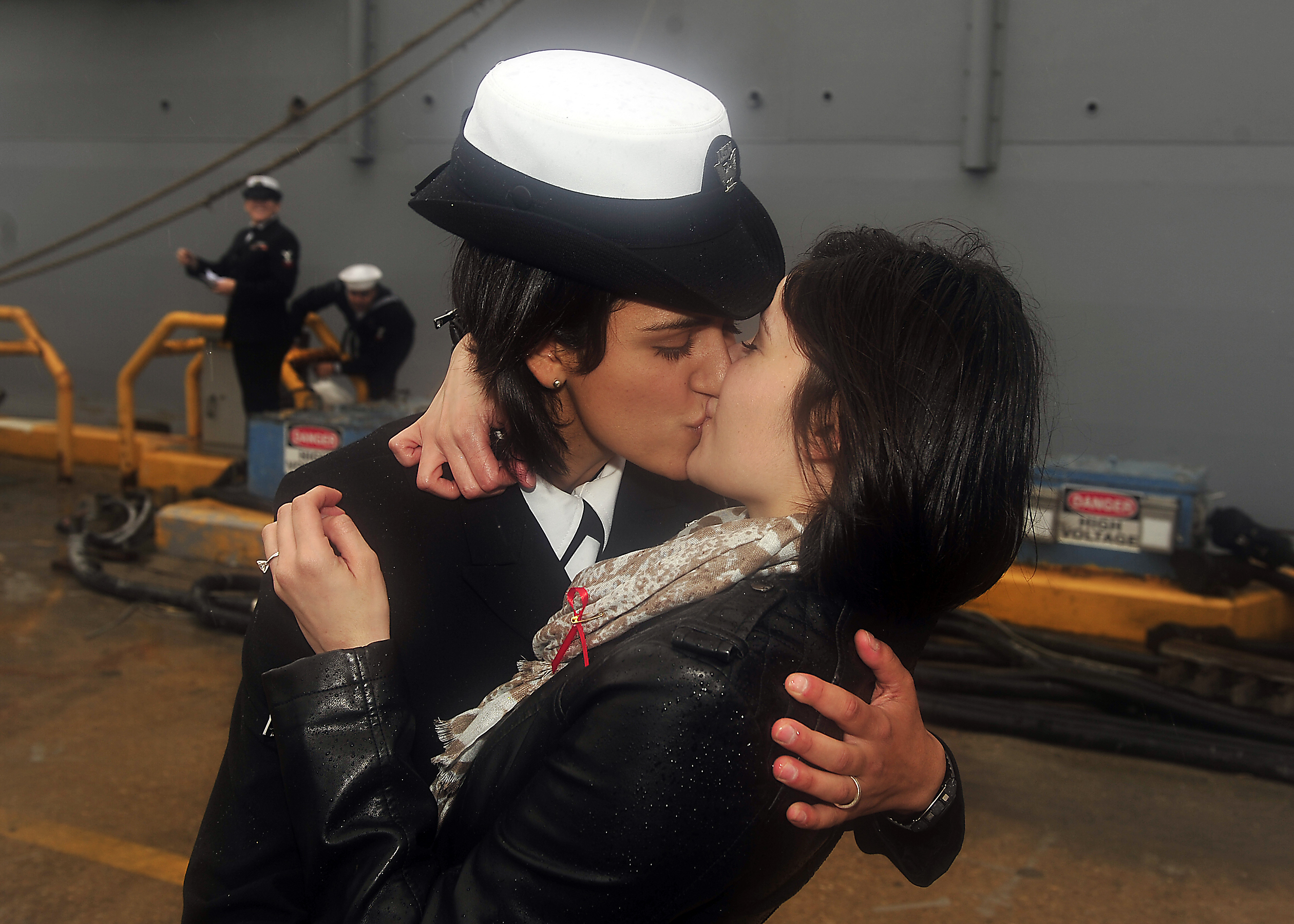
Uma oficial da Marinha dos Estados Unidos beija sua noiva ao desembarcar.

Uma pesquisa feita por Colleen Hoffon com 566 casais de homens homossexuais na Área da Baía de São Francisco, na Califórnia, descobriu que 45% mantinham relações monogâmicas. Esse estudo foi financiado pelo National Institute of Mental Health. No entanto, a Human Rights Campaign afirmou, com base em um relatório do Instituto Rockway, que "muitos jovens LGBTs ... querem passar sua vida adulta em um relacionamento de longo prazo e criar filhos". Especificamente, mais de 80% dos homossexuais pesquisados esperavam estar em um relacionamento monogâmico depois dos 30 anos de idade.
A maioria das pessoas casadas permanecem sexualmente monógamas durante seus casamentos. O número de pessoas casadas que se envolvem em relações sexuais extraconjugais nunca é superior a 50% em estudos com amostras grandes ou nacionalmente representativas. No entanto, a incidência da monogamia sexual varia entre culturas. Pessoas em determinadas culturas são mais sexualmente monógamas do que pessoas de outras culturas.[carece de fontes?]

### Incidência de monogamia genética
A incidência de monogamia genética pode ser estimada a partir de taxas de paternidade extrapar, que é quando prole criada por um casal monogâmico vêm do acasalamento da mulher com outro homem. As taxas de paternidade extrapar não têm sido extensivamente estudadas na população. Muitos relatos de paternidade extrapar são pouco mais de cotações com base em boatos, anedotas e em resultados não publicados. Simmons, Firman, Rhodes e Peters avaliaram 11 estudos publicados sobre paternidade extrapar em vários locais nos Estados Unidos, França, Suíça, Reino Unido, México e entre os índios ianomâmis da América do Sul. As taxas de paternidade extrapar variaram de 0,03% a 11,8%, embora a maioria dos locais tenham tido baixas percentagens. A taxa média deste tipo de paternidade foi de 1,8%. Uma análise separada de 17 estudos por Bellis, Hughes, Hughes e Ashton encontrou taxas ligeiramente superiores de paternidade extrapar.  As taxas variam de 0,8% a 30% nesses estudos, com uma taxa média de 3,7%. Uma gama de 1,8% a 3,7% de paternidade extrapar implica uma gama de 96% a 98% de monogamia genética. Embora a incidência de monogamia genética possa variar de 70% a 99% em diferentes culturas ou ambientes sociais, uma grande percentagem de casais permanecerem geneticamente monogâmicos durante as suas relações. Um artigo que revisou outros 67 outros estudos relatou que a paternidade extrapar em diferentes sociedades que varia de 0,4% a mais de 50%.
Erros de linhagem são uma bem conhecidos fonte de erro em estudos médicos. Quando são feitas tentativas para tentar estudar aflições médicas e seus componentes genéticos, torna-se muito importante para entender as taxas não-paternidade e erros de linhagem. Existem inúmeros procedimentos para corrigir os dados das pesquisas para erros de linhagem em softwares.

## Desenvolvimento evolutivo e histórico

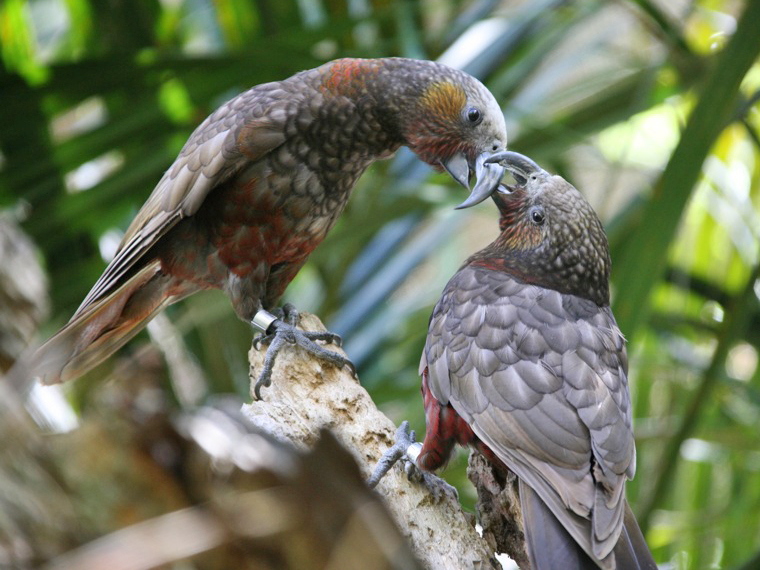
Um par de aves da espécie Nestor meridionalis no zoológico de Auckland, Nova Zelândia.

### Argumentos biológicos
A monogamia, ou pelo menos a monogamia social, não existe em muitas sociedades ao redor do mundo, o que é importante para entender como esses sistemas de casamento podem ter evoluído. Em todas as espécies, há três aspectos principais que se combinam para promover um sistema de acasalamento monogâmico: cuidados parentais, o acesso a recursos e a escolha de um companheiro; no entanto, em seres humanos, as principais fontes teóricas da monogamia são o cuidado parental e tensões ecológicas extremas. O cuidado parental deve ser particularmente importante em humanos devido à exigência nutricional extra de terem cérebros maiores e um período de desenvolvimento mais longo. Portanto, a evolução da monogamia pode ser um reflexo deste aumento da necessidade de cuidar da prole. Da mesma forma, a monogamia deve evoluir em áreas de tensão ecológica, porque o sucesso reprodutivo masculino deve ser maior se os seus recursos estão focados em garantir a sobrevivência da prole ao invés de procurar outros companheiros. No entanto, as evidências não apoiam estas alegações. Devido à sociabilidade extrema e ao aumento da inteligência dos humanos, o Homo sapiens têm resolvido muitos dos problemas que geralmente levam a monogamia, como os mencionados acima. Por exemplo, a monogamia é certamente correlacionada com o cuidado parental, como mostrado por Marlowe, mas não é causado por  ele causado porque os seres humanos diminuem a necessidade de cuidados parentais do casal com a ajuda de irmãos e outros membros da família na criação dos filhos. Além disso, a inteligência humana e a cultura material permitem uma melhor adaptação à diferentes e hostis áreas ecológicas, reduzindo, assim, o nexo de causalidade e até mesmo correlação do casamento monogâmico e climas extremos.
A paleoantropologia e estudos genéticos oferecem duas perspectivas sobre quando a monogamia evoluiu na espécie humana: paleoantropólogos oferecem a evidência preliminar de que a monogamia pode ter evoluído muito cedo na história humana. Enquanto que os estudos genéticos mostram que a monogamia evoluído muito mais recentemente, ha menos de 10 a 20 mil anos.

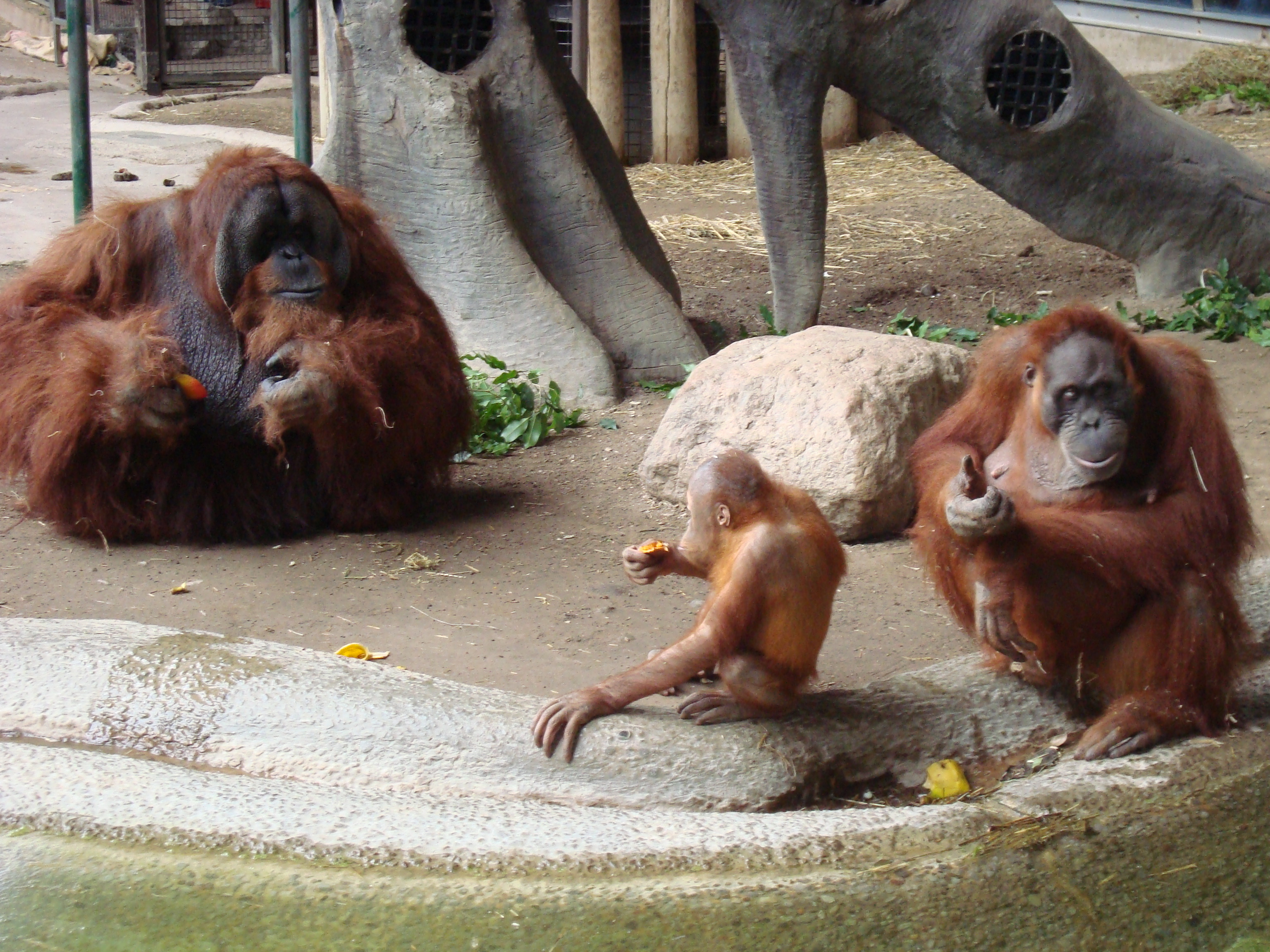
Orangotangos machos não são monogâmicos e disputam pelo acesso às fêmeas.

Estimativas paleoantropológicas sobre a evolução da monogamia são baseadas principalmente nos níveis de dimorfismo sexual observados em registros fósseis, porque, em geral, a competição entre machos reduzida, vista em resultados de acasalamento monogâmico, reduz o dimorfismo sexual. De acordo com para Reno et al., o dimorfismo sexual do Australopithecus afarensis, um ancestral humano de cerca de 3,9-3,0 milhões de anos atrás, estava dentro da faixa humana moderna, com base na morfologia dentária e pós-craniana. Embora isso não indique que acasalamentos monogâmicos eram prática dos primeiros hominídeos, visto que os autores dizem que os níveis reduzidos de dimorfismo sexual no A. afarensis "não significam que a monogamia é menos provável do que a poligamia". No entanto, Gordon, Green e Richmond afirmam que os do A. afarensis apresentam mais dimorfismo sexual do que os humanos modernos e os chimpanzés, com níveis mais próximos aos dos orangotangos e gorilas. Além disso, o Homo habilis, que viveu cerca de 2,3 milhões de anos atrás, é o hominídeo com mais dimorfismo sexual precoce. Plavcan e van Schaik Plavcan concluem em sua análise desta controvérsia que, em geral, o dimorfismo sexual em Australopithecus não é indicativo de quaisquer implicações comportamentais ou sistemas de acasalamento.
A evidência genética para a evolução da monogamia em humanos é mais complexa, mas muito mais simples. Embora o tamanho efetivo da população feminina (o número de indivíduos que produzem com êxito a prole, contribuindo assim para a variação genética), como indicado pela evidência de DNA mitocondrial, aumentou em torno da época da expansão humana (não hominídeo) para fora da África, cerca de 80 000-100 000 anos atrás, enquanto o tamanho efetivo da população masculina, como indicado pela evidência do cromossomo Y, não aumentou até o advento da agricultura, 18 000 anos atrás. Isso significa que, antes de 18 000 anos, muitas mulheres reproduziam-se com os mesmos poucos machos da população.

### Argumentos culturais

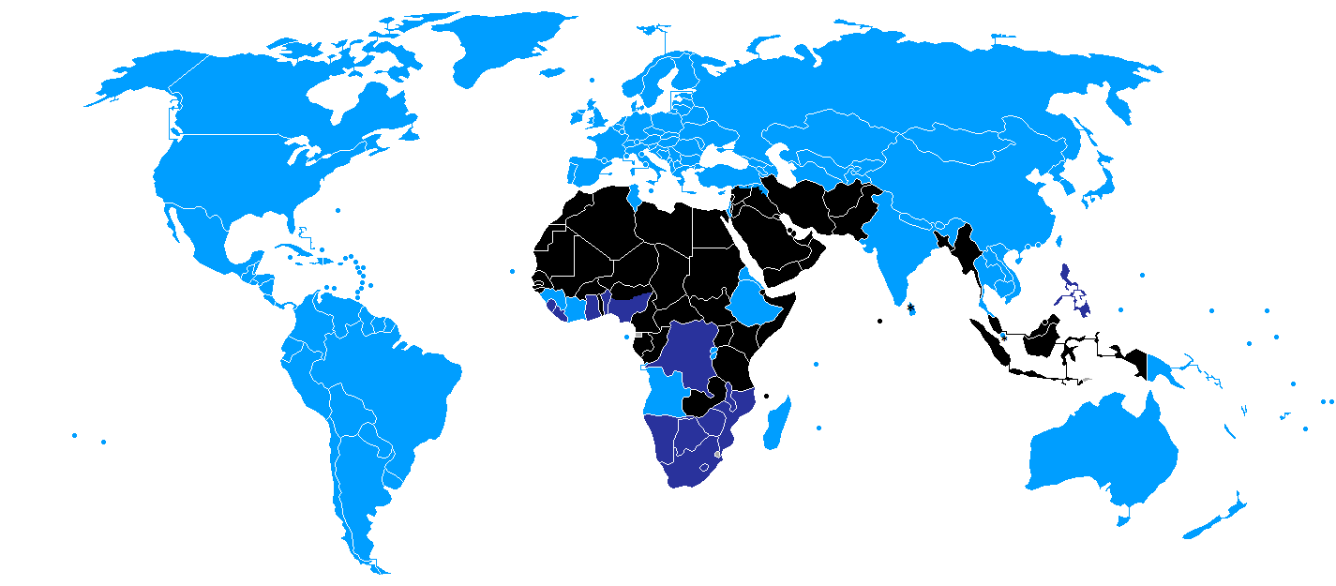
Poligamia permitida e praticada
Poligamia proibida, mas a prática não é totalmente ilegal
Poligamia completamente proibida
Estado legal desconhecido

Apesar da capacidade humana de evitar a monogamia sexual e genética, a monogamia social ainda se desenvolve em muitas condições diferentes, mas a maioria dessas condições são consequências de processos culturais. Estes processos culturais podem não ter nada a ver com o sucesso reprodutivo relativo. Por exemplo, o estudo comparativo do antropólogo Jack Goody utilizando o Atlas Etnográfico, demonstrou que a monogamia é parte de um complexo cultural encontrado na ampla faixa de sociedades da Eurásia, entre Japão e Irlanda, que praticam a monogamia social, a monogamia sexual e o dote. Goody demonstra uma correlação estatística entre este complexo cultural e o desenvolvimento da agricultura, com o arado intensivo nessas áreas. Com base na obra de Ester Boserup, Goody observa que o divisão sexual do trabalho varia na agricultura por arado intensivo e horticultura de deslocamento. Na agricultura com arado, em grande parte o trabalho é dos homens e está associado com a propriedade privada; o casamento tende a ser monogâmico para manter a propriedade dentro da família nuclear. Perto da família (endogamia) estão os parceiros de casamento preferido para manter a propriedade dentro do grupo. Um estudo genético molecular da diversidade genética humana global argumentou que a poligamia sexual era típica e comum em padrões reprodutivos humanos até a mudança para as comunidades sedentárias agrícolas, aproximadamente 10 000 a 5 000 anos atrás, na Europa e na Ásia, e mais recentemente na África e na América. Um outro estudo com base no Atlas Etnográfico mostrou uma correlação entre o aumento do tamanho da sociedade, a crença em deuses para apoiar a moralidade humana e a monogamia. Um estudo de outras amostras transculturais confirmou que a ausência do arado era o único preditor da poligamia, embora outros fatores, como a alta mortalidade masculina em guerras (em sociedades sem Estado) e o estresse (patógeno nas sociedades com Estado), também tivessem algum impacto.

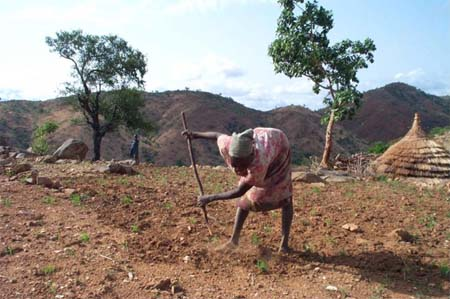
Mulher agricultora nas montanhas de Nuba, no Sudão do Sul

Betzig postulou que a cultura/sociedade pode também ser uma fonte de monogamia social, impondo-a através de regras e leis estabelecidas por atores de terceiros, geralmente, com o objetivo de proteger a riqueza ou o poder da elite. Por exemplo, Augusto César incentivou o casamento e a reprodução para forçar a aristocracia romana a dividir sua riqueza e poder entre vários herdeiros, mas os aristocratas mantiveram suas relações socialmente monogâmicas, com filhos legítimos para garantir o seu legado, apesar de ter muitas cópulas extraconjugais. Da mesma forma, de acordo com Betzig, a Igreja Cristã aplicou a monogamia porque a riqueza era passada para o parente legítimo do sexo masculino vivo e mais próximo, o que muitas vezes resultava em um rico irmão mais velho ficar sem um herdeiro masculino. Assim, a riqueza e o poder da família passaria para o irmão mais novo, "celibatário" da igreja. Em ambos os casos, os processos culturais usados pelas elites viram lei para garantir uma maior aptidão reprodutiva para si e para os seus descendentes, levando a uma influência genética maior nas futuras gerações Além disso, as leis da Igreja cristã, em particular, foram importantes na evolução da monogamia social nos seres humanos. Eles permitiram, mesmo encorajada, homens pobres a se casar e produzir descendentes que reduziu a diferença em sucesso reprodutivo entre ricos e pobres, resultando, assim, na propagação rápida de sistemas de casamento monogâmico no mundo ocidental. de acordo com a B. S. Low, a cultura parece ter um impacto muito maior sobre a monogamia em seres humanos do que forças biológicas, que são fatores mais importantes para os animais não-humanos.
Outros teóricos usam fatores culturais que influenciam o sucesso reprodutivo para explicar a monogamia. Durante os tempos de grandes transições econômicas/demográficas, investir mais em menos filhos (monogamia social, não poligamia) aumenta o sucesso reprodutivo, assegurando que a prole tenha riqueza inicial própria suficiente para ser bem sucedida. Isto foi observado no Reino Unido e na Suécia durante a Revolução Industrial e atualmente está sendo visto na modernização da Etiópia rural. Da mesma forma, nas sociedades modernas industrializadas, a monogamia social pode proporcionar uma vantagem reprodutiva sobre a poligamia social, mas isso ainda não impede a monogamia em série e/ou cópulas extraconjugais.

## Causas
A monogamia enquanto modelo de relacionamento idealizado é parte da cultura de algumas das sociedades mais populosas do mundo, como as das nações ocidentais. Trata-se do único modelo de relacionamento que hoje em dia é recomendado pelas mais diversas doutrinas do Cristianismo e do Judaísmo, apesar de essas religiões terem em suas escrituras narrativas com personagens poligâmicos em posições bastantes privilegiadas, como a história do Rei Salomão, alegadamente o rei mais rico de seu período, considerado pela tradição o homem mais sábio de todos e que, pelo que se tem conhecimento no capítulo 11 do Primeiro Livro dos Reis, casou-se com 700 esposas e 300 concubinas. O casal monogâmico Judith Lipton (psiquiatra) e David Barash (psicólogo) pesquisaram o tema da Monogamia numa perspectiva biológica e consideram que ela é possível (usando seu próprio relacionamento como exemplo) mas não é a forma de relação que eles consideram o mais próximo da natureza do corpo humano, devido ao milhares de anos que a espécie, antes da agricultura, viveu em grupos de caçadores-coletores com práticas sexuais mais abertas dentro dos grupos. 

O filósofo Friederich Engels, em seu livro A Origem da Família, da Propriedade Privada e do Estado, relata o surgimento da Monogamia no desenvolvimento histórico dos modelos relacionais, como uma maneira encontrada para que o homem pudesse controlar a reprodução feminina e assegurar que as suas propriedades seriam herdadas para a sua prole geneticamente compatível. Para Engels, a monogamia não representa uma união livre de vontades. Pelo contrário, vê nela a subjugação do feminino ao masculino: 
«A monogamia não aparece na história, portanto, como uma reconciliação entre o homem e a mulher e, menos ainda, como a forma mais elevada de matrimónio. Pelo contrário, ela surge sob a forma de escravização de um sexo pelo outro, como proclamação de um conflito entre sexos, ignorado, até então, na pré-história. Num velho manuscrito inédito, redigido em 1846 por Marx [A ideologia alemã] e por mim, encontro a seguinte frase: “A primeira divisão do trabalho é a que se fez entre o homem e a mulher para a procriação dos filhos”. Hoje posso acrescentar: o primeiro antagonismo de classes que apareceu na história coincide com o desenvolvimento do antagonismo entre o homem e a mulher na monogamia; e a primeira opressão de classes, com a opressão do sexo feminino pelo masculino» (p. 86). 
Essa forma de entender a mulher como uma propriedade masculina esteve visível em leis por diversos anos nas sociedades ocidentais e ainda presente em outras sociedades, onde a mulher podia e pode ser punida com a morte pelo crime de adultério. Enquanto o homem deteve legalmente, por muito tempo, do privilégio de saciar sua libido e seus desejos extraconjugais sem uma punição severa. Entretanto, nos tempos atuais da legalidade do Brasil, não há diferenciação de sexo e o máximo que pode ocorrer é um divórcio por causa eficiente.